# Ersatzdehnung
Als Ersatzdehnung wird in der Sprachwissenschaft ein assimilatorischer Lautwandel bezeichnet, bei dem nach dem Wegfall eines Konsonanten der diesem vorausgehende kurze Vokal gelängt (also „ersatzweise“ gedehnt) wird.

## Germanische Sprachen
In der Geschichte der deutschen Sprache trat eine solche Ersatzdehnung etwa beim Übergang vom Urgermanischen zum Althochdeutschen ein; in den Lautkombinationen /anχ/ und /unχ/ schwand der Nasal, der Vokal wurde lang. Beispiele:
germ. *þanhto zu ahd. dāhta „dachte“
germ. *þunhto zu ahd. dūhta „deuchte“
In den nordseegermanischen Sprachen trat eine Ersatzdehnung zudem vor den  germanischen Konsonantenkombinationen /ns/, /mf/, /nð/ und /nθ/ ein. Beispiele:
germ. *uns zu asächs. ūs, engl. westfries. us, westfläm. uus, limb. oos; aber nl. ons, nd. dt. uns
germ. *anþaraz zu westfries. oar, saterfries. uur, engl. other, asächs. ōðar, āthar, frz.-fläm. aajer; aber nl. nd. dt. ander
germ. *femfe zu nordfries. fiiw, saterfries. fieuw, engl. five, nd. fiev, nl. vijf; aber dt. fünf
Im Englischen trat zudem beim Übergang vom Mittelenglischen zum Frühneuenglischen regelmäßig eine Ersatzdehnung an die Stelle des Frikativs /ç/ bzw. seines Allophons /x/. Beispiel:
Mittelenglisch night /niçt/ zu Frühneuenglisch /niːt/; mit der frühneuenglischen Vokalverschiebung wurde das /iː/ zu /ai/ (nengl. /nait/)

## Altgriechisch
Im Altgriechischen tritt Ersatzdehnung für die ursprünglichen Konsonantenkombinationen /ns/ oder /s/ + Nasal auf. Beispiele:
*τόνς *tons > τούς tous (/-oː-/) „den“ (Akkusativ Singular maskulinum des Artikels)
*γίγᾰντς *gigănts > *γίγᾰνς *gigăns > γίγᾱς gigās „Gigant“
*ἐσμί *esmi > εἰμί eimi (/eː-/) „ich bin“
In manchen Fällen kompensiert eine Ersatzdehnung auch den Ausfall eines ursprünglichen /s/ oder /j/ in der folgenden Silbe. Beispiele:
*ἤγγελσα *ēngelsa > ἤγγειλα ēngeila (/-eː-/) „ich verkündete“
*κρῐ́νjω *krĭnjō > κρῑ́νω krīnō „ich entscheide“

## Slawische Sprachen
Unter anderem im Polnischen und Slowakischen hatte der Ausfall von Jers mitunter eine Ersatzdehnung zur Folge, vgl. žena/žien (Frau), niósł/niosła (trug). Im Polnischen wurden die langen Vokale verengt, wodurch die phonologische Quantität in die Qualität überging.